# Skatakobbens lotsstuga

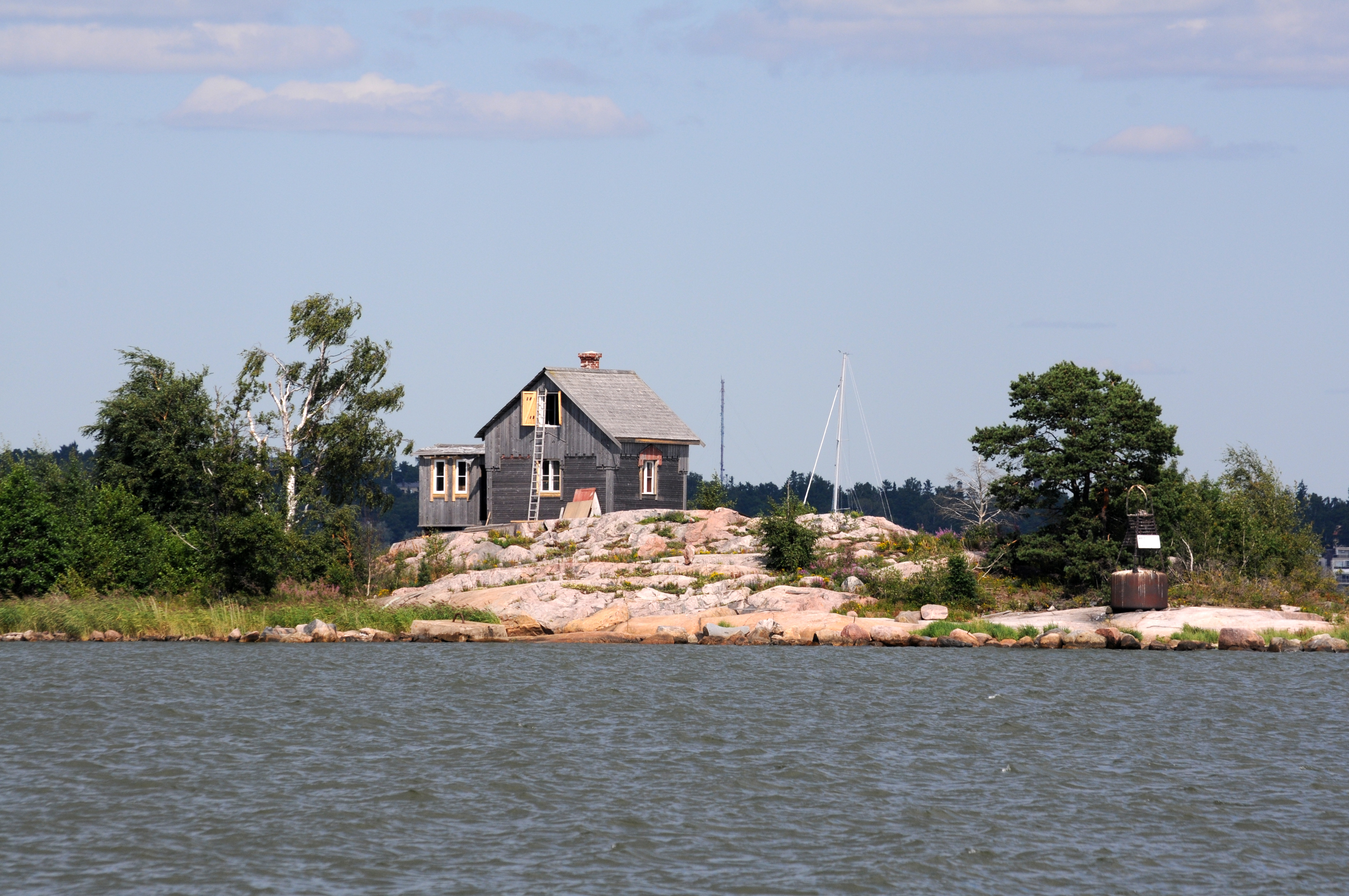
Lotsstugan, 2011.

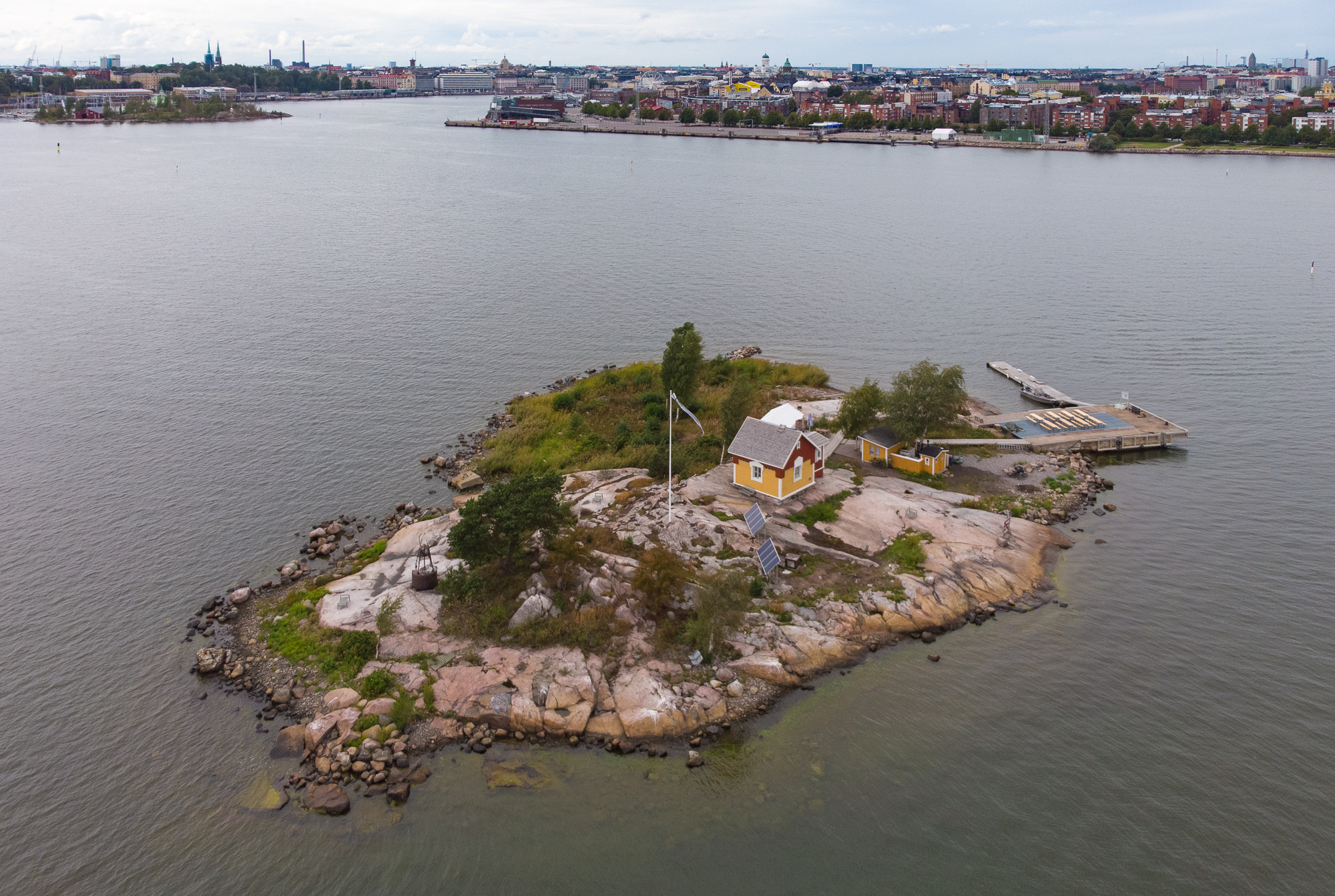
Skatakobben, 2021.

Skatakobbens lotsstuga, finska: Katajanokanluodon luotsivartiotupa, är en tidigare finländsk lotsstuga på Skatakobben i Kronbergsfjärden i Finska viken i kommunen Helsingfors i landskapet Nyland. Lotsstugan på ett skär utanför Skatudden byggdes 1876, och förklarades 2007 som statligt byggnadsminne.

## Historik och användning
Skatakobbens area är ett halvt hektar och dess största längd är 100 meter i nord-sydlig riktning. Lotsstugan byggdes 1876 enligt ritningar av Konstantin Kiseleff på uppdrag av Överstyrelsen för allmänna byggnader. Lotsverksamheten lades ner omkring 1910. Förrådsbyggnaderna på ön fortsatte att användas fram till 1980-talet för förvaring av teknisk utrustning såsom kedjor, bojar och lampor för lotsverksamhet. Det fanns två förråd, ett mindre från 1883 för förvaring av kol och ett större från 1900-talet. Det mindre, äldre lagret revs på grund av dåligt skick i mitten av 1990-talet. Den kvarvarande, större lagerbyggnaden förstördes av en brand år 2002, och lotstugan skadades svårt.
Lotsstugan har efter reparation bevarats i sitt ursprungliga utförande, med utvändig träpanel, fönster, dörrar och en entrébyggnad av trä. Också blindfönstret på östra sidan följer arkitekten Kiseleffs ritningar. Det enda rummet, den tidigare vaktstugan, kläddes 2006 med träpanel och utrustades med en ny kamin. Byggnaden är enligt Museiverket den enda bevarade fyrvaktstugan i Finland från 1870-talet.
Skatakobben är privatägd. Den nuvarande ägaren köpte ön 2019.. I lotsstugan, som under överinseende av Museiverket byggts om, bedrivs sedan 2020 restaurang- och kaféverksamhet.